# 单翼芭蕉螺
单翼芭蕉螺（学名：Ocenebra fimbriatula），是新腹足目骨螺科Ocenebra的一种。主要分布于台湾，常栖息在浅海的珊瑚礁上或岩石底。